# Autopista AP-51
```

```

Die Autopista AP-51 oder Conexion Ávila ist eine Autobahn in Spanien. Die Autobahn beginnt in Villacastín und endet in Ávila an der Autovía AV-20. Mit Einbindung der geplanten Autobahn Autovía A-51 von Segovia aus soll sie ein Teil der A-51 werden.